# Краковия (гостиница)
 Памятник культуры Малопольского воеводства.
Гостиница «Краковия» (пол. Hotel Cracovia) — гостиница, находящаяся на улице генерала Фердинанда Фоша, дом № 1 возле Краковского луга в городе Краков, Польша. В настоящее время гостиница закрыта.

## История
Строительство гостиницы по проекту краковского архитектора Витольда Ценцкевича началось в 1961 году и завершилось в 1964 году. Гостиница была построена на фундаменте снесённого здания Дома профсоюзов. 22 июня 1965 года состоялось торжественное открытие гостиницы. В то время гостиница «Краков» была одним из самых больших гостиничных зданий в Польше. Название «Краковия» было предложено управляющим Центрального комитета по физической культуре и туризму Влодзимежом Речеком.
Пятиэтажное здание имело 510 гостиничных мест в 309 комнатах и 9 люксах и включало в себя также ресторан, кафе, конференц-зал и казино для гостей.
В гостинице были сняты польские фильмы «Jowita» (Йовита, 1967 г.) режиссёра Януша Моргенштерна и «Spis cudzołożnic» (Список греховодниц, 1994 г.) режиссёра Ежи Штура.
28 апреля 2011 года гостиница была внесена в реестр муниципальных памятников культуры и 29 апреля этого же года — в реестр памятников культуры Малопольского воеводства.
В 2000 году гостиница была приватизирована, а в конце июня 2011 года прекратила свою деятельность и была закрыта. В настоящее время здание пустует и используется главным образом в качестве площадки для рекламных баннеров.

## Источник
- Małgorzata I. Niemczyńska: Hotel Cracovia — sentymentalny adres, Gazeta Wyborcza Kraków z 15 czerwca 2012, s. 6